# Évolution du Collège cardinalice au XVIe siècle

Cet article présente les évolutions au sein du Sacré Collège ou collège des cardinaux au cours du XVIe siècle sous les pontificats de Pie III (1503), Jules II (1503-1513), Léon X (1513-1521), Adrien VI (1522-1523), Clément VII (1523-1534), Paul III (1534-1549), Jules III (1550-1555), Marcel II (1555), Paul IV (1555-1559), Pie IV (1559-1565), Pie V (1566-1572), Grégoire XIII (1572-1585), Sixte V (1585-1590), Urbain VII (1590), Grégoire XIV (1590-1591), Innocent IX (1591) et Clément VIII (1591-1605).

## Évolution numérique au cours du pontificat dePie III(1503)
| Date       | Évènement                                                                           | Pays              | Total |
| ---------- | ----------------------------------------------------------------------------------- | ----------------- | ----- |
| 21/09/1503 | Cardinaux au moment du Conclave de septembre 1503,                                  | États pontificaux | 45    |
| 22/09/1503 | Élection papale du cardinal Francesco Todeschini Piccolomini sous le nom de Pie III | États pontificaux | 44    |
| 18/10/1503 | Décès du pape Pie III                                                               | États pontificaux | 44    |

## Évolution numérique au cours du pontificat deJules II(1503-1513)
| Date       | Évènement                                                                 | Pays                  | Total |
| ---------- | ------------------------------------------------------------------------- | --------------------- | ----- |
| 31/10/1503 | Cardinaux au moment du Conclave d'octobre 1503,                           | États pontificaux     | 44    |
| 01/11/1503 | Élection papale du cardinal Giuliano della Rovere sous le nom de Jules II | États pontificaux     | 43    |
| 29/11/1503 | Consistoire : création de 4 cardinaux                                     | États pontificaux     | 47    |
| 21/12/1503 | Décès du cardinal Lorenzo Cibo de' Mari                                   | République de Gênes   | 46    |
| 04/06/1504 | Décès du cardinal Jaime de Casanova                                       | Couronne d'Aragon     | 45    |
| 26/07/1504 | Décès du cardinal Juan de Zúñiga y Pimentel                               | Couronne de Castille  | 44    |
| 18/08/1504 | Décès du cardinal Clemente Grosso della Rovere                            | République de Gênes   | 43    |
| 25/08/1504 | Décès du cardinal Ludovico Podocathor                                     | Royaume de Chypre     | 42    |
| 10/09/1504 | Décès du cardinal Francisco Desprats                                      | Couronne d'Aragon     | 41    |
| 01/01/1505 | Décès du cardinal Juan Castellar y de Borja                               | Couronne d'Aragon     | 40    |
| 27/05/1505 | Décès du cardinal Ascanio Sforza                                          | Duché de Milan        | 39    |
| 05/09/1505 | Décès du cardinal Raymund Pérault                                         | France                | 38    |
| 01/12/1505 | Consistoire : création de 9 cardinaux                                     | États pontificaux     | 47    |
| 22/07/1506 | Décès du cardinal Francisco Lloris y de Borja                             | Couronne d'Aragon     | 46    |
| 29/09/1506 | Décès du cardinal Juan de Castro                                          | Couronne d'Aragon     | 45    |
| 18/12/1506 | Consistoire : création de 3 cardinaux                                     | États pontificaux     | 48    |
| 04/05/1507 | Décès du cardinal Juan de Vera                                            | Couronne d'Aragon     | 47    |
| mai 1507   | Consistoire : création de 1 cardinal                                      | États pontificaux     | 48    |
| 19/06/1507 | Décès du cardinal Jean-François de La Trémoille                           | France                | 47    |
| 01/09/1507 | Décès du cardinal Girolamo Basso della Rovere                             | République de Gênes   | 46    |
| 10/09/1507 | Décès du cardinal Antonio Gentile Pallavicino                             | République de Gênes   | 45    |
| 11/09/1507 | Décès du cardinal Galeotto Franciotti della Rovere                        | République de Lucques | 44    |
| 11/09/1507 | Consistoire : création de 1 cardinal                                      | États pontificaux     | 45    |
| 18/03/1508 | Décès du cardinal Antonio Trivulzio, seniore                              | Duché de Milan        | 44    |
| 23/07/1508 | Décès du cardinal Antonio Ferrero                                         | République de Gênes   | 43    |
| 18/09/1508 | Décès du cardinal Jorge da Costa                                          | Royaume de Portugal   | 42    |
| 26/09/1508 | Décès du cardinal Giovanni Colonna                                        | États pontificaux     | 41    |
| 14/03/1509 | Décès du cardinal Giovanni Antonio Sangiorgio                             | Duché de Milan        | 40    |
| 03/05/1509 | Décès du cardinal Melchior von Meckau                                     | Marche de Misnie      | 39    |
| 1510       | Décès du cardinal Luis Juan del Milà                                      | Couronne de Castille  | 38    |
| 22/03/1510 | Décès du cardinal Fazio Giovanni Santori                                  | États pontificaux     | 37    |
| 01/05/1510 | Décès du cardinal Giuliano Cesarini                                       | États pontificaux     | 36    |
| 25/05/1510 | Décès du cardinal Georges d'Amboise                                       | France                | 35    |
| 05/10/1510 | Décès du cardinal Gianstefano Ferrero                                     | Duché de Savoie       | 34    |
| 20/01/1511 | Décès du cardinal Oliviero Carafa                                         | Royaume de Naples     | 33    |
| 03/03/1511 | Décès du cardinal Louis II d'Amboise                                      | France                | 32    |
| 10/03/1511 | Consistoire : création de 9 cardinaux                                     | États pontificaux     | 41    |
| 24/05/1511 | Décès du cardinal Francesco Alidosi                                       | États pontificaux     | 40    |
| 23/08/1511 | Décès du cardinal Francesco Argentino                                     | République de Venise  | 39    |
| 22/09/1511 | Décès du cardinal Pietro Isvalies                                         | Royaume de Naples     | 38    |
| 04/10/1511 | Décès du cardinal Pedro Luis de Borja Llançol de Romaní                   | Couronne d'Aragon     | 37    |
| 04/11/1511 | Décès du cardinal Francisco de Borja                                      | Couronne d'Aragon     | 36    |
| 05/11/1511 | Décès du cardinal Gabriele de' Gabrielli                                  | États pontificaux     | 35    |
| 21/02/1513 | Décès du pape Jules II                                                    | États pontificaux     | 35    |

## Évolution numérique au cours du pontificat deLéon X(1513-1521)
| Date       | Évènement                                                         | Pays                   | Total |
| ---------- | ----------------------------------------------------------------- | ---------------------- | ----- |
| 03/03/1513 | Cardinaux au moment du Conclave de 1513,                          | États pontificaux      | 35    |
| 11/03/1513 | Élection papale du cardinal Jean de Médicis sous le nom de Léon X | États pontificaux      | 34    |
| 23/09/1513 | Consistoire : création de 4 cardinaux                             | États pontificaux      | 38    |
| 09/11/1513 | Décès du cardinal Robert Guibé                                    | France                 | 37    |
| 14/07/1514 | Décès du cardinal Christopher Bainbridge                          | Royaume d'Angleterre   | 36    |
| 15/08/1514 | Décès du cardinal Carlo Domenico del Carretto                     | République de Gênes    | 35    |
| 14/12/1514 | Décès du cardinal Guillaume Briçonnet                             | France                 | 34    |
| 10/09/1515 | Consistoire : création de 1 cardinal                              | États pontificaux      | 35    |
| 14/12/1515 | Consistoire : création de 1 cardinal                              | États pontificaux      | 36    |
| 18/07/1516 | Décès du cardinal Marco Vigerio della Rovere                      | République de Gênes    | 35    |
| 09/08/1516 | Décès du cardinal Federico Sanseverino                            | Royaume de Naples      | 34    |
| 08/03/1517 | Décès du cardinal Sisto Gara della Rovere                         | République de Gênes    | 33    |
| 15/03/1517 | Décès du cardinal Jaime Serra i Cau                               | Couronne d'Aragon      | 32    |
| 01/04/1517 | Consistoire : création de 2 cardinaux                             | États pontificaux      | 34    |
| 01/07/1517 | Consistoire : création de 31 cardinaux                            | États pontificaux      | 65    |
| 16/07/1517 | Décès du cardinal Alfonso Petrucci                                | République de Sienne   | 64    |
| 08/11/1517 | Décès du cardinal Francisco Jiménez de Cisneros                   | Couronne de Castille   | 63    |
| 05/02/1518 | Décès du cardinal Francisco de Remolins                           | Couronne d'Aragon      | 62    |
| 24/03/1518 | Consistoire : création de 1 cardinal                              | États pontificaux      | 63    |
| 29/03/1518 | Décès du cardinal Bandinello Sauli                                | République de Gênes    | 62    |
| 28/05/1518 | Consistoire : création de 1 cardinal                              | États pontificaux      | 63    |
| 17/09/1518 | Décès du cardinal Niccolò Pandolfini                              | république de Florence | 62    |
| 21/01/1519 | Décès du cardinal Louis d'Aragon                                  | Royaume de Naples      | 61    |
| 02/06/1519 | Décès du cardinal Philippe de Luxembourg                          | France                 | 60    |
| 20/08/1519 | Décès du cardinal Luigi de' Rossi                                 | république de Florence | 59    |
| 09/09/1519 | Décès du cardinal René de Prie                                    | France                 | 58    |
| 27/11/1519 | Décès du cardinal Antoine Bohier                                  | France                 | 57    |
| 09/08/1520 | Consistoire : création de 1 cardinal                              | États pontificaux      | 58    |
| 03/09/1520 | Décès du cardinal Hippolyte Ier d'Este                            | Marquisat de Ferrare   | 57    |
| 17/09/1520 | Décès du cardinal Leonardo Grosso della Rovere                    | République de Gênes    | 56    |
| 09/11/1520 | Décès du cardinal Bernardo Dovizi da Bibbiena                     | république de Florence | 55    |
| 20/12/1520 | Décès du cardinal Amanieu d'Albret                                | France                 | 54    |
| 06/01/1521 | Décès du cardinal Guillaume III de Croÿ                           | France                 | 53    |
| 11/06/1521 | Décès du cardinal Tamás Bakócz                                    | Royaume de Hongrie     | 52    |
| 29/06/1521 | Décès du cardinal Francesco Conti                                 | États pontificaux      | 51    |
| 09/07/1521 | Décès du cardinal Raffaele Sansoni Riario                         | République de Gênes    | 50    |
| 01/12/1521 | Décès du pape Léon X                                              | États pontificaux      | 50    |
| 12/1521    | Décès du cardinal Adriano di Castello                             | États pontificaux      | 49    |

## Évolution numérique au cours du pontificat deAdrien VI(1522-1523)
| Date       | Évènement                                                                     | Pays                           | Total |
| ---------- | ----------------------------------------------------------------------------- | ------------------------------ | ----- |
| 27/12/1521 | Cardinaux au moment du Conclave de 1521-1522,                                 | États pontificaux              | 49    |
| 09/01/1522 | Élection papale du cardinal Adriaan Floriszoon Dedel sous le nom de Adrien VI | États pontificaux              | 48    |
| 01/10/1522 | Décès du cardinal Matthieu Schiner                                            | Principauté épiscopale de Sion | 47    |
| 11/12/1522 | Décès du cardinal Raffaele Petrucci                                           | République de Sienne           | 46    |
| 24/07/1523 | Décès du cardinal Adrien Gouffier de Boisy                                    | France                         | 45    |
| 27/08/1523 | Décès du cardinal Domenico Grimani                                            | République de Venise           | 44    |
| 10/09/1523 | Consistoire : création de 1 cardinal                                          | États pontificaux              | 45    |
| 14/09/1523 | Décès du pape Adrien VI                                                       | États pontificaux              | 45    |

## Évolution numérique au cours du pontificat deClément VII(1523-1534)
| Date       | Évènement                                                               | Pays                   | Total |
| ---------- | ----------------------------------------------------------------------- | ---------------------- | ----- |
| 01/10/1523 | Cardinaux au moment du Conclave de 1523,                                | États pontificaux      | 45    |
| 19/11/1523 | Élection papale du cardinal Jules de Médicis sous le nom de Clément VII | États pontificaux      | 44    |
| 22/11/1523 | Décès du cardinal Achille Grassi                                        | États pontificaux      | 43    |
| 16/12/1523 | Décès du cardinal Bernardino López de Carvajal                          | Couronne de Castille   | 42    |
| 17/05/1524 | Décès du cardinal Francesco Soderini                                    | république de Florence | 41    |
| 15/06/1524 | Décès du cardinal Nicolas Fieschi                                       | République de Gênes    | 40    |
| 24/07/1524 | Décès du cardinal Marco Corner                                          | République de Venise   | 39    |
| 13/08/1524 | Décès du cardinal Giovanni Battista Pallavicino                         | République de Gênes    | 38    |
| 27/07/1525 | Décès du cardinal Guillén-Ramón de Vich y de Vallterra                  | Couronne d'Aragon      | 37    |
| 03/10/1525 | Décès du cardinal Sigismondo Gonzaga                                    | Marquisat de Mantoue   | 36    |
| 03/05/1527 | Consistoire : création de 5 cardinaux                                   | États pontificaux      | 41    |
| 03/08/1527 | Décès du cardinal Scaramuccia Trivulzio                                 | Duché de Milan         | 40    |
| 25/08/1527 | Décès du cardinal Ercole Rangoni                                        | États pontificaux      | 39    |
| 09/09/1527 | Décès du cardinal Ferdinando Ponzetti                                   | république de Florence | 38    |
| 10/1527    | Décès du cardinal Francesco Armellini de' Medici                        | États pontificaux      | 37    |
| 21/11/1527 | Consistoire : création de 8 cardinaux                                   | États pontificaux      | 45    |
| 07/12/1527 | Consistoire : création de 1 cardinal                                    | États pontificaux      | 46    |
| 20/12/1527 | Consistoire : création de 1 cardinal                                    | États pontificaux      | 47    |
| 1528       | Décès du cardinal Domenico Giacobazzi                                   | États pontificaux      | 46    |
| 08/01/1528 | Décès du cardinal Francesco Armellini de' Medici                        | États pontificaux      | 45    |
| 23/03/1528 | Décès du cardinal Cristoforo Numai                                      | États pontificaux      | 44    |
| 01/01/1529 | Consistoire : création de 1 cardinal                                    | États pontificaux      | 45    |
| 10/01/1529 | Consistoire : création de 1 cardinal                                    | États pontificaux      | 46    |
| 28/01/1529 | Décès du cardinal Pirro Gonzaga                                         | Marquisat de Mantoue   | 45    |
| 29/03/1529 | Décès du cardinal Silvio Passerini                                      | république de Florence | 44    |
| 13/08/1529 | Consistoire : création de 1 cardinal                                    | États pontificaux      | 45    |
| 07/02/1530 | Décès du cardinal Enrique de Cardona y Enríquez                         | Monarchie espagnole    | 44    |
| 09/03/1530 | Consistoire : création de 5 cardinaux                                   | États pontificaux      | 49    |
| 05/06/1530 | Décès du cardinal Mercurino Gattinara                                   | Duché de Savoie        | 48    |
| 08/06/1530 | Consistoire : création de 1 cardinal                                    | États pontificaux      | 49    |
| 29/11/1530 | Décès du cardinal Thomas Wolsey                                         | Royaume d'Angleterre   | 48    |
| 22/02/1531 | Consistoire : création de 2 cardinaux                                   | États pontificaux      | 50    |
| 16/09/1531 | Décès du cardinal Lorenzo Pucci                                         | république de Florence | 49    |
| 22/09/1531 | Consistoire : création de 1 cardinal                                    | États pontificaux      | 50    |
| 28/06/1532 | Décès du cardinal Pompeo Colonna                                        | États pontificaux      | 49    |
| 12/11/1532 | Décès du cardinal Gilles de Viterbe                                     | États pontificaux      | 48    |
| 11/12/1532 | Décès du cardinal Pietro Accolti                                        | république de Florence | 47    |
| 21/02/1533 | Consistoire : création de 1 cardinal                                    | États pontificaux      | 48    |
| 03/03/1533 | Consistoire : création de 1 cardinal                                    | États pontificaux      | 49    |
| 20/09/1533 | Décès du cardinal Antonio Maria Ciocchi del Monte                       | république de Florence | 48    |
| 24/09/1533 | Décès du cardinal Jean d'Orléans-Longueville                            | France                 | 47    |
| 07/11/1533 | Consistoire : création de 4 cardinaux                                   | États pontificaux      | 51    |
| 10/01/1534 | Décès du cardinal Franciotto Orsini                                     | États pontificaux      | 50    |
| 26/03/1534 | Décès du cardinal Gabriel de Gramont                                    | France                 | 49    |
| 19/07/1534 | Décès du cardinal Willem van Enckenvoirt                                | Pays-Bas bourguignons  | 48    |
| 03/08/1534 | Décès du cardinal Andrea Della Valle                                    | États pontificaux      | 47    |
| 10/08/1534 | Décès du cardinal Thomas de Vio                                         | États pontificaux      | 46    |
| 25/09/1534 | Décès du pape Clément VII                                               | États pontificaux      | 46    |

## Évolution numérique au cours du pontificat dePaul III(1534-1549)
| Date       | Évènement                                                                   | Pays                           | Total |
| ---------- | --------------------------------------------------------------------------- | ------------------------------ | ----- |
| 11/10/1534 | Cardinaux au moment du Conclave de 1534,                                    | États pontificaux              | 46    |
| 13/10/1534 | Élection papale du cardinal Alexandre Farnèse sous le nom de Paul III       | États pontificaux              | 45    |
| 18/12/1534 | Consistoire : création de 2 cardinaux                                       | États pontificaux              | 47    |
| 22/04/1535 | Décès du cardinal Louis de Gorrevod                                         | Duché de Savoie                | 46    |
| 21/05/1535 | Consistoire : création de 6 cardinaux et 1 cardinal in pectore              | États pontificaux              | 53    |
| 31/05/1535 | Consistoire : révélation d'un cardinal in pectore                           | États pontificaux              | 53    |
| 09/06/1535 | Décès du cardinal Íñigo López de Mendoza y Zúñiga                           | Monarchie espagnole            | 52    |
| 22/06/1535 | Décès du cardinal John Fisher                                               | Royaume d'Angleterre           | 51    |
| 09/07/1535 | Décès du cardinal Antoine Duprat                                            | France                         | 50    |
| 28/07/1535 | Décès du cardinal Esteban Gabriel Merino                                    | Monarchie espagnole            | 49    |
| 10/08/1535 | Décès du cardinal Hippolyte de Médicis                                      | république de Florence         | 48    |
| 22/12/1536 | Consistoire : création de 9 cardinaux et de 2 cardinaux in pectore          | États pontificaux              | 59    |
| 20/01/1537 | Décès du cardinal Andrea Matteo Palmieri                                    | Royaume de Naples              | 58    |
| 05/08/1537 | Décès du cardinal Paolo Emilio Cesi                                         | États pontificaux              | 57    |
| 06/08/1537 | Décès du cardinal Rodrigo Luis de Borja y de Castre-Pinós                   | Monarchie espagnole            | 56    |
| 07/09/1537 | Décès du cardinal Nikolaus von Schönberg                                    | Électorat de Saxe              | 55    |
| 18/10/1537 | Décès du cardinal Agostino Spinola                                          | République de Gênes            | 54    |
| 21/10/1537 | Décès du cardinal Giovanni Piccolomini                                      | République de Sienne           | 53    |
| 28/01/1538 | Décès du cardinal Marino Ascanio Caracciolo                                 | Duché de Milan                 | 52    |
| 16/02/1538 | Décès du cardinal Érard de La Marck                                         | Principauté de Liège           | 51    |
| 13/03/1538 | Consistoire : révélation de 2 cardinaux in pectore                          | États pontificaux              | 51    |
| 28/09/1538 | Décès du cardinal Alfonso Manrique de Lara y Solís                          | Monarchie espagnole            | 50    |
| 18/10/1538 | Consistoire : création d'un cardinal                                        | États pontificaux              | 51    |
| 20/12/1538 | Consistoire : création de 4 cardinaux et de 2 cardinaux in pectore          | États pontificaux              | 57    |
| 05/03/1539 | Consistoire : révélation d'un cardinal in pectore                           | États pontificaux              | 57    |
| 10/03/1539 | Consistoire : révélation d'un cardinal in pectore                           | États pontificaux              | 57    |
| 25/07/1539 | Décès du cardinal Lorenzo Campeggio                                         | Duché de Milan                 | 56    |
| 30/07/1539 | Décès du cardinal Bernhard von Cles                                         | Saint-Empire romain germanique | 55    |
| 01/11/1539 | Décès du cardinal Giacomo Simoneta                                          | Duché de Milan                 | 54    |
| 19/12/1539 | Consistoire : création de 11 cardinaux et d'un cardinal in pectore          | États pontificaux              | 66    |
| 30/03/1540 | Décès du cardinal Matthäus Lang von Wellenburg                              | Saint-Empire romain germanique | 65    |
| 21/04/1540 | Décès du cardinal Afonso de Portugal                                        | Royaume de Portugal            | 64    |
| 23/08/1540 | Décès du cardinal Charles de Hémard de Denonville                           | France                         | 63    |
| 16/09/1540 | Décès du cardinal Enrique de Borja y Aragón                                 | Monarchie espagnole            | 62    |
| 07/10/1540 | Décès du cardinal Pedro Fernández Manrique                                  | Monarchie espagnole            | 61    |
| 07/10/1540 | Décès du cardinal Cristoforo Giacobazzi                                     | États pontificaux              | 60    |
| 05/11/1540 | Décès du cardinal Francisco de los Ángeles Quiñones                         | Monarchie espagnole            | 59    |
| 13/03/1541 | Décès du cardinal François Guillaume de Castelnau de Clermont-Lodève        | France                         | 58    |
| 03/07/1541 | Décès du cardinal Girolamo Ghinucci                                         | République de Sienne           | 57    |
| 28/08/1541 | Décès du cardinal Vincenzo Carafa                                           | Royaume de Naples              | 56    |
| 13/10/1541 | Décès du cardinal Pedro Sarmiento                                           | Monarchie espagnole            | 55    |
| 11/11/1541 | Décès du cardinal Frédéric Frégose                                          | République de Gênes            | 54    |
| 02/12/1541 | Consistoire : révélation d'un cardinal in pectore                           | États pontificaux              | 54    |
| 01/02/1542 | Décès du cardinal Jérôme Aléandre l'Ancien                                  | États pontificaux              | 53    |
| 12/02/1542 | Décès du cardinal Alessandro Cesarini                                       | États pontificaux              | 52    |
| 02/06/1542 | Consistoire : création de 7 cardinaux et d'un cardinal in pectore           | États pontificaux              | 60    |
| 04/08/1542 | Décès du cardinal Pomponio Cecci                                            | États pontificaux              | 59    |
| 24/08/1542 | Décès du cardinal Gasparo Contarini                                         | République de Venise           | 58    |
| 17/09/1542 | Décès du cardinal Dionisio Neagrus Laurerio                                 | États pontificaux              | 57    |
| 02/01/1543 | Décès du cardinal Bonifacio Ferrero                                         | Duché de Savoie                | 56    |
| 07/08/1543 | Décès du cardinal Jean Le Veneur                                            | France                         | 55    |
| 17/08/1543 | Décès du cardinal Antonio Sanseverino                                       | Royaume de Naples              | 54    |
| 26/09/1543 | Décès du cardinal Francesco Corner                                          | République de Venise           | 53    |
| 27/11/1543 | Décès du cardinal Girolamo Grimaldi                                         | République de Gênes            | 52    |
| 04/05/1544 | Décès du cardinal Pierre de La Baume                                        | Duché de Savoie                | 51    |
| 12/10/1544 | Décès du cardinal Antonio Pucci                                             | république de Florence         | 50    |
| 19/12/1544 | Consistoire : création de 13 cardinaux                                      | États pontificaux              | 63    |
| 07/01/1545 | Consistoire : révélation d'un cardinal in pectore                           | États pontificaux              | 63    |
| 11/05/1545 | Décès du cardinal Pierpaolo Parisio                                         | Royaume de Naples              | 62    |
| 01/08/1545 | Décès du cardinal Juan Pardo de Tavera                                      | Monarchie espagnole            | 61    |
| 24/09/1545 | Décès du cardinal Albert de Brandebourg                                     | Saint-Empire romain germanique | 60    |
| 02/11/1545 | Décès du cardinal Gaspar de Ávalos de la Cueva                              | Monarchie espagnole            | 59    |
| 16/12/1545 | Consistoire : création de 4 cardinaux                                       | États pontificaux              | 63    |
| 22/04/1546 | Décès du cardinal García de Loaysa y Mendoza                                | Monarchie espagnole            | 62    |
| 29/05/1546 | Décès du cardinal David Beaton                                              | Écosse                         | 61    |
| 18/08/1546 | Décès du cardinal Giovanni Vincenzo Acquaviva d'Aragona                     | Monarchie espagnole            | 60    |
| 28/09/1546 | Décès du cardinal Marino Grimani                                            | République de Venise           | 59    |
| 17/01/1547 | Décès du cardinal Roberto Pucci                                             | république de Florence         | 58    |
| 19/01/1547 | Décès du cardinal Pietro Bembo                                              | République de Venise           | 57    |
| 27/07/1547 | Consistoire : création d'un cardinal et d'un cardinal in pectore            | États pontificaux              | 59    |
| 23/08/1547 | Décès du cardinal Niccolò Ardinghelli                                       | république de Florence         | 58    |
| 06/09/1547 | Décès du cardinal Tommaso Badia                                             | Duché de Modène                | 57    |
| 18/10/1547 | Décès du cardinal Jacopo Sadoleto                                           | Duché de Modène                | 56    |
| 09/01/1547 | Consistoire : création d'un cardinal et révélation d'un cardinal in pectore | États pontificaux              | 57    |
| 30/03/1548 | Décès du cardinal Agostino Trivulzio                                        | Duché de Milan                 | 56    |
| 21/09/1548 | Décès du cardinal Gregorio Cortese                                          | Duché de Modène                | 55    |
| 14/02/1549 | Décès du cardinal Uberto Gambara                                            | République de Venise           | 54    |
| 03/04/1549 | Décès du cardinal Ascanio Parisani                                          | États pontificaux              | 53    |
| 08/04/1549 | Consistoire : création de 4 cardinaux                                       | États pontificaux              | 57    |
| 14/08/1549 | Décès du cardinal Filiberto Ferrero                                         | Duché de Savoie                | 56    |
| 21/09/1549 | Décès du cardinal Benedetto Accolti                                         | république de Florence         | 55    |
| 04/11/1549 | Décès du cardinal Bartolomeo Guidiccioni                                    | République de Lucques          | 54    |
| 10/11/1549 | Décès du pape Paul III                                                      | États pontificaux              | 54    |

## Évolution numérique au cours du pontificat deJules III(1550-1555)
| Date       | Évènement                                                                        | Pays                   | Total |
| ---------- | -------------------------------------------------------------------------------- | ---------------------- | ----- |
| 29/11/1549 | Cardinaux au moment du Conclave de 1549-1550,                                    | États pontificaux      | 54    |
| 19/12/1549 | Décès du cardinal Ennio Filonardi                                                | États pontificaux      | 53    |
| 31/01/1550 | Décès du cardinal Niccolò Ridolfi                                                | république de Florence | 52    |
| 07/02/1550 | Élection papale du cardinal Giammaria Ciocchi del Monte sous le nom de Jules III | États pontificaux      | 51    |
| 21/02/1550 | Décès du cardinal Philippe de La Chambre                                         | Duché de Savoie        | 50    |
| 13/04/1550 | Décès du cardinal Innocent Cybo                                                  | République de Gênes    | 49    |
| 18/05/1550 | Décès du cardinal Jean III de Lorraine                                           | France                 | 48    |
| 30/05/1550 | Consistoire : création d'un cardinal                                             | États pontificaux      | 49    |
| 31/07/1550 | Décès du cardinal Francesco Sfondrati                                            | Duché de Milan         | 48    |
| 25/08/1550 | Décès du cardinal Georges II d'Amboise                                           | France                 | 47    |
| 30/01/1551 | Décès du cardinal Andrea Corner                                                  | République de Venise   | 46    |
| 12/10/1551 | Consistoire : création d'un cardinal                                             | États pontificaux      | 47    |
| 20/11/1551 | Consistoire : création de 13 cardinaux et d'un cardinal in pectore               | États pontificaux      | 61    |
| 16/12/1551 | Décès du cardinal Giorgio Martinuzzi                                             | Royaume de Hongrie     | 60    |
| 16/01/1552 | Décès du cardinal Niccolò Gaddi                                                  | république de Florence | 59    |
| 28/05/1552 | Décès du cardinal Marcello Crescenzi                                             | États pontificaux      | 58    |
| 30/05/1552 | Consistoire : révélation d'un cardinal in pectore                                | États pontificaux      | 58    |
| 16/07/1553 | Décès du cardinal Bernardino Maffei                                              | États pontificaux      | 57    |
| 28/10/1553 | Décès du cardinal Giovanni Salviati                                              | république de Florence | 56    |
| 23/11/1553 | Décès du cardinal Sebastiano Antonio Pighini                                     | Duché de Ferrare       | 55    |
| 10/12/1553 | Décès du cardinal Giovanni Domenico De Cupis                                     | États pontificaux      | 54    |
| 22/12/1553 | Consistoire : création de 4 cardinaux                                            | États pontificaux      | 58    |
| 21/09/1554 | Décès du cardinal Alessandro Campeggio                                           | États pontificaux      | 57    |
| 23/03/1555 | Décès du pape Jules III                                                          | États pontificaux      | 57    |

## Évolution numérique au cours du pontificat deMarcel II(1555)
| Date       | Évènement                                                             | Pays              | Total |
| ---------- | --------------------------------------------------------------------- | ----------------- | ----- |
| 05/04/1555 | Cardinaux au moment du Conclave d'avril 1555,                         | États pontificaux | 57    |
| 09/04/1555 | Élection papale du cardinal Marcello Cervini sous le nom de Marcel II | États pontificaux | 56    |
| 01/05/1555 | Décès du pape Marcel II                                               | États pontificaux | 56    |

## Évolution numérique au cours du pontificat dePaul IV(1555-1559)
| Date       | Évènement                                                             | Pays                           | Total |
| ---------- | --------------------------------------------------------------------- | ------------------------------ | ----- |
| 15/05/1555 | Cardinaux au moment du Conclave de mai 1555,                          | États pontificaux              | 56    |
| 23/05/1555 | Élection papale du cardinal Gian Pietro Carafa sous le nom de Paul IV | États pontificaux              | 55    |
| 07/06/1555 | Consistoire : création d'un cardinal                                  | États pontificaux              | 56    |
| 10/10/1555 | Décès du cardinal Girolamo Verallo                                    | États pontificaux              | 55    |
| 20/12/1555 | Consistoire : création de 7 cardinaux                                 | États pontificaux              | 62    |
| 12/02/1556 | Décès du cardinal Giovanni Poggio                                     | États pontificaux              | 61    |
| 05/06/1556 | Décès du cardinal Miguel da Silva                                     | Royaume de Portugal            | 60    |
| 11/03/1557 | Décès du cardinal Louis de Bourbon-Vendôme                            | France                         | 59    |
| 15/03/1557 | Consistoire : création de 10 cardinaux                                | États pontificaux              | 69    |
| 31/05/1557 | Décès du cardinal Juan Martínez Silíceo                               | Monarchie espagnole            | 68    |
| 07/06/1557 | Décès du cardinal Jacques d'Annebault                                 | France                         | 67    |
| 14/06/1557 | Consistoire : création d'un cardinal                                  | États pontificaux              | 68    |
| 10/08/1557 | Décès du cardinal Fabio Mignanelli                                    | République de Sienne           | 67    |
| 15/09/1557 | Décès du cardinal Juan Álvarez de Toledo                              | Monarchie espagnole            | 66    |
| 24/12/1557 | Décès du cardinal Durante Duranti                                     | République de Venise           | 65    |
| 08/03/1558 | Décès du cardinal Pietro Bertani                                      | États pontificaux              | 64    |
| 25/03/1558 | Décès du cardinal Girolamo Doria                                      | République de Gênes            | 63    |
| 04/1558    | Décès du cardinal William Peto                                        | Angleterre                     | 62    |
| 05/08/1558 | Décès du cardinal Pietro Tagliavia d'Aragonia                         | Royaume de Sicile              | 61    |
| 17/11/1558 | Décès du cardinal Reginald Pole                                       | Angleterre                     | 60    |
| 18/01/1559 | Décès du cardinal Roberto de' Nobili                                  | États pontificaux              | 59    |
| 13/05/1559 | Décès du cardinal Johannes Gropper                                    | Saint-Empire romain germanique | 58    |
| 22/05/1559 | Décès du cardinal Virgilio Rosario                                    | États pontificaux              | 57    |
| 25/06/1559 | Décès du cardinal Antonio Trivulzio                                   | Duché de Milan                 | 56    |
| 18/08/1559 | Décès du pape Paul IV                                                 | États pontificaux              | 56    |
| 25/08/1559 | Décès du cardinal Giovanni Battista Consiglieri                       | États pontificaux              | 55    |

## Évolution numérique au cours du pontificat dePie IV(1559-1565)
| Date       | Évènement                                                          | Pays                   | Total |
| ---------- | ------------------------------------------------------------------ | ---------------------- | ----- |
| 05/09/1559 | Cardinaux au moment du Conclave de 1559,                           | États pontificaux      | 55    |
| 25/11/1559 | Décès du cardinal Antoine Sanguin de Meudon                        | France                 | 54    |
| 01/12/1559 | Décès du cardinal Girolamo Recanati Capodiferro                    | États pontificaux      | 53    |
| 04/12/1559 | Décès du cardinal Girolamo Dandini                                 | États pontificaux      | 52    |
| 25/12/1559 | Élection papale du cardinal Jean-Ange Medici sous le nom de Pie IV | États pontificaux      | 51    |
| 31/01/1560 | Consistoire : création de 3 cardinaux                              | république de Florence | 54    |
| 16/02/1560 | Décès du cardinal Jean du Bellay                                   | France                 | 53    |
| 05/03/1560 | Décès du cardinal Pedro Pacheco de Villena                         | Monarchie espagnole    | 52    |
| 12/08/1560 | Décès du cardinal Diomede Carafa                                   | Royaume de Naples      | 51    |
| 04/12/1560 | Décès du cardinal Jean de Bertrand                                 | France                 | 50    |
| 02/02/1561 | Décès du cardinal Giovanni Andrea Mercurio                         | Royaume de Naples      | 49    |
| 04/02/1561 | Décès du cardinal Robert de Lenoncourt                             | France                 | 48    |
| 26/02/1561 | Consistoire : création de 18 cardinaux                             | États pontificaux      | 66    |
| 04/03/1561 | Décès du cardinal Carlo Carafa                                     | Royaume de Naples      | 65    |
| 09/08/1561 | Décès du cardinal Claude de Longwy de Givry                        | France                 | 64    |
| 22/12/1561 | Décès du cardinal Taddeo Gaddi                                     | république de Florence | 63    |
| 22/04/1562 | Décès du cardinal François de Tournon                              | France                 | 62    |
| 29/06/1562 | Décès du cardinal Bartolomé de la Cueva y Toledo                   | Monarchie espagnole    | 61    |
| 20/11/1562 | Décès du cardinal Jean de Médicis                                  | république de Florence | 60    |
| 06/01/1563 | Consistoire : création de 2 cardinaux                              | États pontificaux      | 62    |
| 02/03/1563 | Décès du cardinal Hercule Gonzague                                 | Marquisat de Mantoue   | 61    |
| 17/03/1563 | Décès du cardinal Girolamo Seripando                               | Royaume de Naples      | 60    |
| 31/03/1563 | Excommunication et fin du cardinalat d'Odet de Coligny             | France                 | 59    |
| 26/04/1563 | Décès du cardinal Giacomo Puteo                                    | Royaume de Majorque    | 58    |
| 02/05/1564 | Décès du cardinal Rodolfo Pio                                      | Duché de Modène        | 57    |
| 06/10/1564 | Décès du cardinal Guido Ascanio Sforza di Santa Fiora              | États pontificaux      | 56    |
| 27/10/1564 | Décès du cardinal Cristoforo Guidalotti Ciocchi del Monte          | États pontificaux      | 55    |
| 29/01/1565 | Décès du cardinal Federico Cesi                                    | États pontificaux      | 54    |
| 21/02/1565 | Décès du cardinal Federico Gonzaga                                 | Duché de Mantoue       | 53    |
| 12/03/1565 | Consistoire : création de 23 cardinaux                             | États pontificaux      | 76    |
| 13/04/1565 | Décès du cardinal Bernardo Navagero                                | République de Venise   | 75    |
| 29/08/1565 | Décès du cardinal Alfonso Carafa                                   | Royaume de Naples      | 74    |
| 04/09/1565 | Décès du cardinal Simone Pasqua                                    | République de Gênes    | 73    |
| 06/10/1565 | Décès du cardinal Annibale Bozzuti                                 | Royaume de Naples      | 72    |
| 29/10/1565 | Décès du cardinal Ranuccio Farnèse                                 | États pontificaux      | 71    |
| 12/11/1565 | Décès du cardinal Carlo Visconti                                   | Duché de Milan         | 70    |
| 09/12/1565 | Décès du pape Pie IV                                               | États pontificaux      | 70    |

## Évolution numérique au cours du pontificat dePie V(1566-1572)
| Date       | Évènement                                                          | Pays                   | Total |
| ---------- | ------------------------------------------------------------------ | ---------------------- | ----- |
| 20/12/1565 | Cardinaux au moment du Conclave de 1565-1566,                      | États pontificaux      | 70    |
| 06/01/1566 | Décès du cardinal Francesco II Gonzaga                             | Royaume de Naples      | 69    |
| 07/01/1566 | Élection papale du cardinal Michele Ghislieri sous le nom de Pie V | États pontificaux      | 68    |
| 06/03/1566 | Consistoire : création d'un cardinal                               | États pontificaux      | 69    |
| 29/04/1566 | Décès du cardinal Jean Suau                                        | France                 | 68    |
| 29/08/1566 | Décès du cardinal Francesco Crasso                                 | Duché de Milan         | 67    |
| 06/10/1566 | Décès du cardinal Tiberio Crispo                                   | États pontificaux      | 66    |
| 14/11/1566 | Décès du cardinal Pier Francesco Ferrero                           | Duché de Savoie        | 65    |
| 01/12/1566 | Décès du cardinal Francisco Mendoza de Bobadilla                   | Monarchie espagnole    | 64    |
| 15/08/1567 | Décès du cardinal Angelo Nicolini                                  | république de Florence | 63    |
| 06/01/1568 | Décès du cardinal Clemente d'Olera                                 | République de Gênes    | 62    |
| 24/03/1568 | Consistoire : création de 4 cardinaux                              | États pontificaux      | 66    |
| 27/04/1568 | Décès du cardinal Giovanni Michele Saraceni                        | Royaume de Naples      | 65    |
| 30/04/1568 | Décès du cardinal Ludovico Simoneta                                | Duché de Milan         | 64    |
| 06/05/1568 | Décès du cardinal Bernardo Salviati                                | république de Florence | 63    |
| 14/11/1568 | Décès du cardinal Francesco Abbondio Castiglioni                   | Duché de Milan         | 62    |
| 19/11/1568 | Décès du cardinal Vitellozzo Vitelli                               | États pontificaux      | 61    |
| 11/12/1568 | Décès du cardinal Gianbernardino Scotti                            | États pontificaux      | 60    |
| 28/01/1569 | Décès du cardinal Gianantonio Capizucchi                           | États pontificaux      | 59    |
| 25/01/1570 | Décès du cardinal Philibert Babou de La Bourdaisière               | France                 | 58    |
| 08/04/1570 | Décès du cardinal Giovanni Battista Cicala                         | République de Gênes    | 57    |
| 17/05/1570 | Consistoire : création de 16 cardinaux                             | États pontificaux      | 73    |
| 03/06/1570 | Décès du cardinal Luigi Pisani                                     | République de Venise   | 72    |
| 28/06/1570 | Décès du cardinal Francesco Pisani                                 | République de Venise   | 71    |
| 02/01/1571 | Décès du cardinal Gaspar de Zúñiga y Avellaneda                    | Monarchie espagnole    | 70    |
| 25/03/1571 | Décès du cardinal Carlo Grassi                                     | États pontificaux      | 69    |
| 10/11/1571 | Décès du cardinal Jérôme Souchier                                  | France                 | 68    |
| 14/12/1571 | Décès du cardinal Laurent Strozzi                                  | république de Florence | 67    |
| 17/03/1572 | Décès du cardinal Marco Antonio Amulio                             | République de Venise   | 66    |
| 01/05/1572 | Décès du pape Pie V                                                | États pontificaux      | 66    |

## Évolution numérique au cours du pontificat deGrégoire XIII(1572-1585)
| Date       | Évènement                                                                | Pays                           | Total |
| ---------- | ------------------------------------------------------------------------ | ------------------------------ | ----- |
| 12/05/1572 | Cardinaux au moment du Conclave de 1572,                                 | États pontificaux              | 66    |
| 13/05/1572 | Élection papale du cardinal Ugo Boncompagni sous le nom de Grégoire XIII | États pontificaux              | 65    |
| 02/06/1572 | Consistoire : création d'un cardinal                                     | États pontificaux              | 66    |
| 05/09/1572 | Décès du cardinal Diego Espinosa Arévalo                                 | Monarchie espagnole            | 65    |
| 09/10/1572 | Décès du cardinal Girolamo di Corregio                                   | États pontificaux              | 64    |
| 02/12/1572 | Décès du cardinal Hippolyte d'Este                                       | Duché de Ferrare               | 63    |
| 02/04/1573 | Décès du cardinal Othon Truchsess de Waldbourg                           | Saint-Empire romain germanique | 62    |
| 05/06/1573 | Consistoire : création d'un cardinal                                     | États pontificaux              | 63    |
| 15/06/1573 | Décès du cardinal Antonio Veranzio                                       | Royaume de Hongrie             | 62    |
| 07/09/1573 | Décès du cardinal Giovanni Aldobrandini                                  | États pontificaux              | 61    |
| 03/05/1574 | Décès du cardinal Giovanni Ricci                                         | république de Florence         | 60    |
| 20/06/1574 | Décès du cardinal Antoine de Créquy                                      | France                         | 59    |
| 05/07/1574 | Consistoire : création d'un cardinal                                     | États pontificaux              | 60    |
| 21/07/1574 | Décès du cardinal Giulio Acquaviva d'Aragona                             | Royaume de Naples              | 59    |
| 22/12/1574 | Décès du cardinal Alessandro Crivelli                                    | Duché de Milan                 | 58    |
| 26/12/1574 | Décès du cardinal Charles de Lorraine                                    | France                         | 57    |
| 11/01/1575 | Décès du cardinal Gianpaolo Della Chiesa                                 | Duché de Milan                 | 56    |
| 18/03/1575 | Décès du cardinal Marcantonio Bobba                                      | Duché de Savoie                | 55    |
| 17/10/1575 | Décès du cardinal Gaspar Cervantes de Gaete                              | Monarchie espagnole            | 54    |
| 19/11/1576 | Consistoire : création d'un cardinal                                     | États pontificaux              | 55    |
| 03/03/1577 | Consistoire : création d'un cardinal                                     | États pontificaux              | 56    |
| 23/07/1577 | Décès du cardinal Scipione Rebiba                                        | Royaume de Sicile              | 55    |
| 02/11/1577 | Décès du cardinal Innocenzo Ciocchi del Monte                            | États pontificaux              | 54    |
| 21/02/1578 | Consistoire : création de 9 cardinaux                                    | États pontificaux              | 63    |
| 29/03/1578 | Décès du cardinal Louis de Lorraine                                      | France                         | 62    |
| 17/06/1578 | Décès du cardinal Paolo Burali d'Arezzo                                  | Royaume de Naples              | 61    |
| 05/07/1578 | Décès du cardinal Cristoforo Madruzzo                                    | Saint-Empire romain germanique | 60    |
| 04/07/1578 | Renonciation du cardinal Fernando de Toledo Oropesa                      | Monarchie espagnole            | 59    |
| 03/09/1578 | Décès du cardinal Giulio della Rovere                                    | Duché d'Urbino                 | 58    |
| 15/12/1578 | Consistoire : création d'un cardinal                                     | États pontificaux              | 59    |
| 24/07/1579 | Décès du cardinal Benedetto Lomellini                                    | République de Gênes            | 58    |
| 05/08/1579 | Décès du cardinal Stanislas Hosius                                       | Royaume de Pologne             | 57    |
| 23/08/1579 | Décès du cardinal Francisco Pacheco de Toledo                            | Monarchie espagnole            | 56    |
| 18/01/1580 | Décès du cardinal Archangelo de' Bianchi                                 | Duché de Milan                 | 55    |
| 31/01/1580 | Décès du cardinal Henri Ier de Portugal                                  | Royaume du Portugal            | 54    |
| 20/04/1580 | Décès du cardinal Francesco Alciati                                      | Duché de Milan                 | 53    |
| 01/12/1580 | Décès du cardinal Giovanni Girolamo Morone                               | Duché de Milan                 | 52    |
| 23/12/1580 | Décès du cardinal Gérard de Groesbeek                                    | Principauté de Liège           | 51    |
| 16/05/1581 | Décès du cardinal Flavio Orsini                                          | États pontificaux              | 50    |
| 16/05/1581 | Décès du cardinal Alessandro Sforza                                      | États pontificaux              | 49    |
| 28/10/1582 | Décès du cardinal Vincenzo Giustiniani                                   | République de Gênes            | 48    |
| 02/03/1583 | Décès du cardinal Fulvio Giulio della Corgna                             | États pontificaux              | 47    |
| 22/08/1583 | Décès du cardinal Marcantonio Maffei                                     | République de Venise           | 46    |
| 24/11/1583 | Décès du cardinal René de Birague                                        | France                         | 45    |
| 12/12/1583 | Consistoire : création de 19 cardinaux                                   | États pontificaux              | 64    |
| 19/12/1583 | Décès du cardinal Zaccaria Dolfin                                        | République de Venise           | 63    |
| 10/05/1584 | Décès du cardinal Alvise Corner                                          | République de Venise           | 62    |
| 14/06/1584 | Décès du cardinal Claude de La Baume                                     | Saint-Empire romain germanique | 61    |
| 04/07/1584 | Consistoire : création d'un cardinal                                     | États pontificaux              | 62    |
| 03/11/1584 | Décès du cardinal Charles Borromée                                       | Duché de Milan                 | 61    |
| 25/12/1584 | Décès du cardinal Giovanni Francesco Commendone                          | République de Venise           | 60    |
| 10/04/1585 | Décès du pape Grégoire XIII                                              | États pontificaux              | 60    |

## Évolution numérique au cours du pontificat deSixte V(1585-1590)
| Date       | Évènement                                                         | Pays                   | Total |
| ---------- | ----------------------------------------------------------------- | ---------------------- | ----- |
| 21/04/1585 | Cardinaux au moment du Conclave de 1585,                          | États pontificaux      | 60    |
| 24/04/1585 | Élection papale du cardinal Felice Peretti sous le nom de Sixte V | États pontificaux      | 59    |
| 01/05/1585 | Décès du cardinal Niccolò Caetani                                 | États pontificaux      | 58    |
| 13/05/1585 | Consistoire : création d'un cardinal                              | États pontificaux      | 59    |
| 16/05/1585 | Décès du cardinal Guido Luca Ferrero                              | Duché de Savoie        | 58    |
| 17/05/1585 | Décès du cardinal Alberto Bolognetti                              | États pontificaux      | 57    |
| 10/07/1585 | Décès du cardinal Georges d'Armagnac                              | France                 | 56    |
| 18/07/1585 | Décès du cardinal Alessandro Riario                               | États pontificaux      | 55    |
| 06/10/1585 | Décès du cardinal Guglielmo Sirleto                               | Royaume de Naples      | 54    |
| 29/11/1585 | Décès du cardinal Matthieu Contarelli                             | France                 | 53    |
| 18/12/1585 | Consistoire : création de 8 cardinaux                             | États pontificaux      | 61    |
| 21/01/1586 | Décès du cardinal Michele della Torre                             | République de Venise   | 60    |
| 09/06/1586 | Décès du cardinal Filippo Boncompagni                             | États pontificaux      | 59    |
| 21/09/1586 | Décès du cardinal Antoine Perrenot de Granvelle                   | France                 | 58    |
| 29/09/1586 | Décès du cardinal Pierdonato Cesi                                 | États pontificaux      | 57    |
| 16/11/1586 | Consistoire : création de 8 cardinaux                             | États pontificaux      | 65    |
| 30/12/1586 | Décès du cardinal Luigi d'Este                                    | Duché de Ferrare       | 64    |
| 31/01/1587 | Décès du cardinal Juraj Drašković von Trakošćan                   | Royaume de Croatie     | 63    |
| 23/03/1587 | Décès du cardinal Charles d'Angennes de Rambouillet               | France                 | 62    |
| 05/05/1587 | Décès du cardinal Gianfrancesco Gambara                           | Duché de Milan         | 61    |
| 07/08/1587 | Consistoire : création d'un cardinal                              | États pontificaux      | 62    |
| 17/08/1587 | Décès du cardinal Filippo Guastavillani                           | États pontificaux      | 61    |
| 09/10/1587 | Décès du cardinal Decio Azzolino                                  | États pontificaux      | 60    |
| 29/10/1587 | Décès du cardinal Charles de Lorraine                             | France                 | 59    |
| 05/12/1587 | Décès du cardinal Giacomo Savelli                                 | États pontificaux      | 58    |
| 18/12/1587 | Consistoire : création de 8 cardinaux                             | États pontificaux      | 66    |
| 15/07/1588 | Consistoire : création d'un cardinal                              | États pontificaux      | 67    |
| 28/11/1588 | Renonciation du cardinal Ferdinand Ier de Médicis                 | république de Florence | 66    |
| 14/12/1588 | Consistoire : création de 2 cardinaux                             | États pontificaux      | 68    |
| 24/12/1588 | Décès du cardinal Louis de Lorraine                               | France                 | 67    |
| 02/01/1589 | Décès du cardinal Stefano Bonucci                                 | république de Florence | 66    |
| 28/02/1589 | Décès du cardinal Alexandre Farnèse                               | États pontificaux      | 65    |
| 02/10/1589 | Décès du cardinal Prosper de Sainte-Croix                         | États pontificaux      | 64    |
| 20/12/1589 | Consistoire : création de 4 cardinaux                             | États pontificaux      | 68    |
| 09/05/1590 | Décès du cardinal Charles Ier de Bourbon                          | France                 | 67    |
| 27/08/1590 | Décès du pape Sixte V                                             | États pontificaux      | 67    |

## Évolution numérique au cours du pontificat deUrbain VII(1590)
| Date       | Évènement                                                                       | Pays                 | Total |
| ---------- | ------------------------------------------------------------------------------- | -------------------- | ----- |
| 07/09/1590 | Cardinaux au moment du Conclave de septembre 1590,                              | États pontificaux    | 67    |
| 15/09/1590 | Élection papale du cardinal Giovanni Battista Castagna sous le nom d'Urbain VII | États pontificaux    | 66    |
| 27/09/1590 | Décès du pape Urbain VII                                                        | États pontificaux    | 66    |
| 04/10/1590 | Décès du cardinal Federico Cornaro                                              | République de Venise | 65    |

## Évolution numérique au cours du pontificat deGrégoire XIV(1590-1591)
| Date       | Évènement                                                                 | Pays                 | Total |
| ---------- | ------------------------------------------------------------------------- | -------------------- | ----- |
| 08/10/1590 | Cardinaux au moment du Conclave d'octobre 1590,                           | États pontificaux    | 65    |
| 05/12/1590 | Élection papale du cardinal Niccolò Sfondrati sous le nom de Grégoire XIV | États pontificaux    | 64    |
| 19/12/1590 | Consistoire : création d'un cardinal                                      | États pontificaux    | 65    |
| 13/01/1591 | Décès du cardinal Antonio Carafa                                          | Royaume de Naples    | 64    |
| 06/03/1591 | Consistoire : création de 4 cardinaux                                     | États pontificaux    | 68    |
| 18/03/1591 | Décès du cardinal Giovanni Antonio Serbelloni                             | Duché de Milan       | 67    |
| 15/04/1591 | Décès du cardinal Gian Girolamo Albani                                    | République de Venise | 66    |
| 28/04/1591 | Décès du cardinal Ippolito de Rossi                                       | Duché de Milan       | 65    |
| 16/10/1591 | Décès du pape Grégoire XIV                                                | États pontificaux    | 65    |

## Évolution numérique au cours du pontificat deInnocent IX(1591)
| Date       | Évènement                                                                          | Pays                | Total |
| ---------- | ---------------------------------------------------------------------------------- | ------------------- | ----- |
| 27/10/1591 | Cardinaux au moment du Conclave de 1591,                                           | États pontificaux   | 65    |
| 29/10/1591 | Élection papale du cardinal Giovanni Antonio Facchinetti sous le nom d'Innocent IX | États pontificaux   | 64    |
| 18/12/1591 | Consistoire : création de 2 cardinaux                                              | États pontificaux   | 66    |
| 23/12/1591 | Décès du cardinal Giovanni Vincenzo Gonzaga                                        | Royaume de Naples   | 65    |
| 30/12/1591 | Décès du pape Innocent IX                                                          | États pontificaux   | 65    |
| 06/01/1592 | Décès du cardinal Juan Hurtado de Mendoza                                          | Monarchie espagnole | 64    |

## Évolution numérique au cours du pontificat deClément VIII(1591-1605)
| Date       | Évènement                                                                     | Pays                             | Total |
| ---------- | ----------------------------------------------------------------------------- | -------------------------------- | ----- |
| 10/01/1592 | Cardinaux au moment du Conclave de 1592,                                      | États pontificaux                | 64    |
| 30/01/1592 | Élection papale du cardinal Ippolito Aldobrandini sous le nom de Clément VIII | États pontificaux                | 63    |
| 07/02/1592 | Décès du cardinal Gerolamo della Rovere                                       | Duché de Savoie                  | 62    |
| 27/11/1592 | Décès du cardinal Giulio Canani                                               | Duché de Ferrare                 | 61    |
| 13/12/1592 | Décès du cardinal Philippe de Lenoncourt                                      | France                           | 60    |
| 17/12/1592 | Décès du cardinal Vincenzo Lauro                                              | Royaume de Sicile                | 59    |
| 11/01/1593 | Décès du cardinal Scipione Gonzaga                                            | Duché de Mantoue                 | 58    |
| 20/08/1593 | Décès du cardinal Filippo Spinola                                             | République de Gênes              | 57    |
| 17/09/1593 | Consistoire : création de 4 cardinaux                                         | États pontificaux                | 61    |
| 28/03/1594 | Décès du cardinal Nicolas de Pellevé                                          | France                           | 60    |
| 30/07/1594 | Décès du cardinal Charles II de Bourbon                                       | France                           | 59    |
| 16/10/1594 | Décès du cardinal William Allen                                               | Angleterre                       | 58    |
| 15/11/1594 | Décès du cardinal Gaspar de Quiroga y Vela                                    | Monarchie espagnole              | 57    |
| 15/02/1595 | Décès du cardinal Mark Sittich von Hohenems                                   | Saint-Empire romain germanique   | 56    |
| 04/05/1595 | Décès du cardinal Hugues Loubens de Verdalle                                  | France                           | 55    |
| 18/08/1595 | Décès du cardinal Giovanni Battista Castrucci                                 | République de Lucques            | 54    |
| 20/12/1595 | Décès du cardinal Costanzo da Sarnano                                         | États pontificaux                | 53    |
| 10/01/1596 | Décès du cardinal Giovanni Francesco Morosini                                 | République de Venise             | 52    |
| 29/05/1596 | Décès du cardinal Filippo Sega                                                | États pontificaux                | 51    |
| 05/06/1596 | Consistoire : création de 16 cardinaux                                        | États pontificaux                | 67    |
| 14/09/1596 | Décès du cardinal Francisco de Toledo                                         | Monarchie espagnole              | 66    |
| 18/12/1596 | Consistoire : création d'un cardinal                                          | États pontificaux                | 67    |
| 13/03/1597 | Décès du cardinal Marco Antonio Colonna                                       | États pontificaux                | 66    |
| 23/07/1597 | Décès du cardinal Gabriele Paleotti                                           | États pontificaux                | 65    |
| 28/03/1598 | Décès du cardinal Michele Bonelli                                             | Duché de Milan                   | 64    |
| 23/04/1598 | Décès du cardinal Francesco Cornaro                                           | République de Venise             | 63    |
| 18/05/1598 | Décès du cardinal Philippe-Guillaume de Bavière                               | Duché de Bavière                 | 62    |
| 02/06/1598 | Décès du cardinal Scipione Lancelotti                                         | États pontificaux                | 61    |
| 20/10/1598 | Décès du cardinal Agostino Cusani                                             | Duché de Milan                   | 60    |
| 22/01/1599 | Décès du cardinal Silvio Savelli                                              | États pontificaux                | 59    |
| 03/03/1599 | Consistoire : création de 13 cardinaux                                        | États pontificaux                | 72    |
| 06/1599    | Décès du cardinal Guido Pepoli                                                | États pontificaux                | 71    |
| 31/10/1599 | Décès du cardinal André Báthory                                               | République des Deux Nations      | 70    |
| 13/12/1599 | Décès du cardinal Henri Caietan                                               | États pontificaux                | 69    |
| 21/01/1600 | Décès du cardinal Jerzy Radziwiłł                                             | République des Deux Nations      | 68    |
| 26/01/1600 | Décès du cardinal Lorenzo Priuli                                              | République de Venise             | 67    |
| 20/02/1600 | Décès du cardinal Innico d'Avalos d'Aragona                                   | Royaume de Naples                | 66    |
| 20/04/1600 | Décès du cardinal Ludovico Madruzzo                                           | Principauté épiscopale de Trente | 65    |
| 27/08/1600 | Décès du cardinal Pedro de Deza                                               | Monarchie espagnole              | 64    |
| 18/09/1600 | Décès du cardinal Rodrigo de Castro Osorio                                    | Monarchie espagnole              | 63    |
| 12/11/1600 | Décès du cardinal André d'Autriche                                            | Saint-Empire romain germanique   | 62    |
| 26/04/1602 | Décès du cardinal Anton Maria Salviati                                        | république de Florence           | 61    |
| 09/05/1602 | Décès du cardinal Giulio Antonio Santorio                                     | Royaume de Naples                | 60    |
| 14/02/1603 | Décès du cardinal Alfonso Gesualdo                                            | Royaume de Naples                | 59    |
| 14/06/1603 | Décès du cardinal Girolamo Rusticucci                                         | États pontificaux                | 58    |
| 16/08/1603 | Décès du cardinal Silvio Antoniano                                            | États pontificaux                | 57    |
| 01/09/1603 | Décès du cardinal Bonviso Bonvisi                                             | République de Lucques            | 56    |
| 17/09/1603 | Consistoire : création d'un cardinal                                          | États pontificaux                | 57    |
| 08/12/1603 | Décès du cardinal Girolamo Mattei                                             | États pontificaux                | 56    |
| 29/02/1604 | Décès du cardinal Lucio Sassi                                                 | Royaume de Naples                | 55    |
| 15/03/1604 | Décès du cardinal Arnaud d'Ossat                                              | France                           | 54    |
| 20/05/1604 | Décès du cardinal Simeone Tagliavia d'Aragonia                                | Royaume de Sicile                | 52    |
| 09/06/1604 | Consistoire : création de 18 cardinaux                                        | États pontificaux                | 70    |
| 24/02/1605 | Décès du cardinal Girolamo Simoncelli                                         | États pontificaux                | 69    |
| 03/03/1605 | Décès du pape Clément VIII                                                    | États pontificaux                | 69    |

## Cardinaux créés auXVIesiècle
- Aucun cardinal créé par Pie III (1503)
- Cardinaux créés par Jules II (1503-1513) : 27 dans 6 consistoires
- Cardinaux créés par Léon X  (1513-1521) : 42 dans 8 consistoires.
- Cardinal créé par Adrien VI  (1522-1523) : 1 dans 1 consistoire.
- Cardinaux créés par Clément VII  (1523-1534) : 33 dans 14 consistoires.
- Cardinaux créés par Paul III  (1534-1549) : 71 dans 12 consistoires.
- Cardinaux créés par Jules III  (1550-1555) : 20 dans 4 consistoires.
- Aucun cardinal créé par Marcel II (1555)
- Cardinaux créés par Paul IV  (1555-1559) : 19 dans 4 consistoires.
- Cardinaux créés par Pie IV  (1559-1565) : 46 dans 4 consistoires.
- Cardinaux créés par Pie V  (1566-1572) : 21 dans 3 consistoires.
- Cardinaux créés par Grégoire XIII  (1572-1585) : 34 dans 8 consistoires.
- Cardinaux créés par Sixte V  (1585-1590) : 33 dans 8 consistoires.
- Aucun cardinal créé par Urbain VII (1590)
- Cardinaux créés par Grégoire XIV  (1590-1591) : 5 dans 2 consistoires.
- Cardinaux créés par Innocent IX  (1591) : 2 dans 1 consistoire.
- Cardinaux créés par Clément VIII  (1591-1605) : 53 dans 5 consistoires.
- Au total : 407 cardinaux créés au XVIe siècle.